# Bourgondisch (levenshouding)
Bourgondisch wordt gebruikt als bijvoeglijk naamwoord om aan te geven dat er genoten wordt van het leven. 
Deze term is afgeleid van de hertogen van Bourgondië, een zijtak van het Franse koningshuis van Valois, die omstreeks 1400 in het Noordoosten van het tegenwoordige Frankrijk een machtig rijk opbouwde, dat ook een groot deel van de Nederlanden omvatte. Bekende hertogen van Bourgondië waren Filips de Goede en Karel de Stoute. Hun hof was bekend om zijn grote luxe en rijkdom.
De inwoners van de Nederlandse provincies Noord-Brabant en Limburg en de Belgen worden vaak 'bourgondiërs' genoemd, omdat ze graag de tijd nemen om van een hapje en een drankje te genieten. Belgisch-Limburg anderzijds heeft nooit tot het Bourgondische rijk behoord, noch tot de Spaanse of de Oostenrijkse Nederlanden.